# Saturazione del mercato
La saturazione di un mercato si ha quando il potenziale produttivo delle imprese supera la capacità di assorbimento del mercato stesso. 
C'è da precisare che ciò non comporta per forza di cose una diminuzione dei prezzi in quanto si tratta di potenziale produttivo e non di offerta vera e propria la quale supera la domanda solo entro certi limiti, sarebbe a dire che i produttori in una situazione di mercato saturo sono costretti a limitare lo sfruttamento dei fattori produttivi per adeguarsi alla domanda effettiva nel breve periodo e a ridurre il proprio apparato produttivo nel medio e lungo periodo attraverso le ristrutturazioni aziendali ossia il turnaround. Inoltre è detto che il fenomeno non comporti un aumento della concorrenza.
La saturazione del mercato (ma sarebbe meglio parlare dei mercati in quanto si tratta di un evento che permea tutta l'economia di una macroregione) è connessa ai seguenti tre fenomeni:
1. Sovrapproduzione, ossia una capacità dell'offerta superiore alla domanda del mercato (sovrapproduzione relativa) oppure superiore ai bisogni effettivi di tutti i soggetti consumatori (sovrapproduzione assoluta);
2. Sovrappopolazione relativa, sarebbe a dire che la richiesta complessiva di manodopera è inferiore alla forza lavoro effettiva (la popolazione idonea al lavoro);
3. Calo di redditività dei capitali investiti, cioè a parità di profitto è richiesta una quantità crescente di capitale investito.
Le cause principali della saturazione dei mercati sono innanzitutto l'avanzamento tecnico che comporta un aumento della produttività e quindi una minore richiesta di manodopera a parità di produzione e lo sfruttamento di tutte le nicchie libere del mercato (sovraffollamento di merci).